# 円舞曲は白いドレスで
『円舞曲は白いドレスで』（ワルツはしろいドレスで）は、さいとうちほによる漫画作品。
単行本は絶版となっており、文庫版全4巻が発行されている。文庫版には、続編『白木蘭円舞曲』（マグノリアワルツ）と3つの番外編も収録されている。本項では、続編と番外編についても述べる。
単行本は原作者デビュー時の短編漫画「剣とマドモアゼル」と「バンドラの箱」も収録されている。

## 連載情報
- 円舞曲は白いドレスで（『少女コミック』〈小学館〉1990年1号 - 1990年24号）
- ハネムーンはタイフーン（『少女コミック増刊』〈同〉1990年11月15日号）
- 紫丁香夜想曲（『少女コミック増刊』1991年9月15日号）
- 白木蘭円舞曲（『プチコミック』〈同〉1994年3月号 - 1994年2月号、全12話）
- 月下香小夜曲（『プチコミック』1995年11月号）

## あらすじ
円舞曲（ワルツ）は白いドレスで
1935年、洋服屋の娘・湖都には、ある夢があった。初めての舞踏会には、自分で仕立てた白いドレスを着て、初めてのワルツを運命の男性と踊る……。しかし、そんなささやかな夢も、男爵家の息子･将臣との婚約によって諦めなければならなくなる。
しかし、諦めていたイギリス大使館主催の舞踏会に行けることになった湖都は、会場でインド人とイギリス人のハーフのイギリス軍将校・サジットと出会い、初めてのワルツを踊る。しかし彼は、インド独立のためにイギリス軍の内情を探るスパイだった。湖都は、怪我を負った彼を匿い、怪我の手当てをする。将臣という婚約者がありながらも、湖都はサジットのことを忘れられなくなる……。
ハネムーンはタイフーン
駆け落ちした湖都とサジットの2人が上海行きの船で出会ったのは、サジットの異母兄・ナイジェルだった。
白木蘭円舞曲（マグノリアワルツ）
1936年、湖都とサジットは上海で愛のある生活を送っていた。しかし、サジットは再びインド独立運動に参加するためインドへ渡り、湖都は一人上海でドレスの店を再開。そして、サジットの子を妊娠、出産。しかし、生まれて間もない子・真はサジットの父親・アスター卿によってインドへ連れて行かれてしまった。
一方、将臣は医師から白血病で余命は長くないと宣告されていた。しかし、情報部将校としてインド独立の支援の命を受け、病気とそして湖都への気持ちを隠しながらインドへ向かう。
紫丁香夜想曲（ライラックノクターン）
満州に駐留する将臣は、川岸で倒れている女性を発見する。同じ頃、満州国の皇帝・溥儀のいとこでもある麗香（リーシャン）王女が日本の公爵家との結婚式から逃げ出した、と連絡が入る。
月下香小夜曲（げっかこうセレナーデ）
サジットの死後、将臣と湖都の短かった愛の生活が描かれる。

## 登場人物
青樹 湖都（あおき こと）
16歳。女学校に通う女の子。家は洋服屋で、自身も洋裁が得意。
サジットと上海へ駆け落ち。南京路にmiss KOTOというドレスショップを開く。
サジットの死後、龍一に将臣の病と湖都を想う深い愛を知らされ、将臣に魅かれ始める。
ウィリアム・サジット・アスター
21歳。父親がイギリス人、母親がインド人のハーフ。父親はインド総督、母親はインド王族の末裔。瞳は琥珀色で、外見はインド人寄り。イギリス軍の少尉。中国語も話せる。
サジット・カーンというインド人のアイドルがモデル。
鬼堂院 将臣（きどういん まさおみ）
19歳。鬼堂院家は甲斐源氏の流れを汲む、由緒正しい旧家。代々続く軍人一家の次男。海軍兵学校に通う。凛々しい顔立ちをした青年。作者（さいとうちほ）が欄外で登場人物紹介時、モデルは機動戦士ガンダムのシャア・アズナブルと邦画「連合艦隊」当時の中井貴一で自分の煩悩が形になったと記載。
雪の中、止まった電車で産気付いた湖都を迎えに行き、湖都と将臣の子、和臣が無事出生直後死去。
鬼堂院 華子（きどういん はなこ）
将臣の妹。将臣のことが大好きな超ブラコンで、2人の婚約を破談にしようと躍起になる。
名前の由来は「鬼龍院花子の生涯」。
鬼堂院 龍一（きどういん りゅういち）
26歳。将臣の兄。長男だが、軍人の家柄を嫌い家を出、貿易業に携わる。
鬼堂院男爵（きどういんだんしゃく）
将臣・華子・龍一の父親。第15代当主。海軍大将で、鬼元帥と恐れられている。
青樹 静（あおき しずか）
18歳。湖都の兄・光太郎の嫁。湖都とも仲が良い。
アスター卿
サジットの父親で、インド総督。イギリス人。
インディラ
サジットの母親。マハラジャの娘。
神大佐（じんたいさ）
将臣の上司。将臣を気に入っている。病気のことを知り、将臣のことを気にかけ、軍から身を退かせようと説得する。

## 書誌情報

### 単行本
『円舞曲は白いドレスで』 小学館〈フラワーコミックス〉 全4巻
1. 1990年05月26日発売、ISBN 4-09-133411-3
2. 1990年08月27日発売、ISBN 4-09-133412-1
3. 1990年10月26日発売、ISBN 4-09-133413-X
4. 1990年12月17日発売、ISBN 4-09-133414-8

『紫丁香夜想曲』 小学館〈フラワーコミックス〉 全1巻
1. 1992年3月26日発売、ISBN 4-09-132637-4

『白木蘭円舞曲』 小学館〈フラワーコミックス〉 全3巻
1. 1994年06月25日発売、ISBN 4-09-136081-5
2. 1994年11月26日発売、ISBN 4-09-136082-3
3. 1995年04月26日発売、ISBN 4-09-136083-1

『恋物語』8巻 小学館〈フラワーコミックス〉 - 『月下香小夜曲』収録
- 1996年1月発売、ISBN 4-09-134068-7

### 文庫版
『円舞曲は白いドレスで』 小学館〈小学館コミック文庫〉 全4巻
1. 1998年08月08日発売、ISBN 4-09-191152-8：「円舞曲は白いドレスで」
2. 1998年08月08日発売、ISBN 4-09-191153-6：「円舞曲は白いドレスで」「ハネムーンはタイーフン」
3. 1998年10月17日発売、ISBN 4-09-191154-4：「紫丁香夜想曲」「白木蘭円舞曲」
4. 1998年10月17日発売、ISBN 4-09-191155-2：「白木蘭円舞曲」「月下香小夜曲」